# Klinttjärnen, Lappland
Klinttjärnen är en sjö i Lycksele kommun i Lappland och ingår i Umeälvens huvudavrinningsområde. Sjön har en area på 0,306 kvadratkilometer och ligger 265,9 meter över havet. Sjön avvattnas av vattendraget Nackbäcken.

## Delavrinningsområde
Klinttjärnen ingår i det delavrinningsområde (719795-165209) som SMHI kallar för Inloppet i Stor-Nackträsket. Medelhöjden är 301 meter över havet och ytan är 25,61 kvadratkilometer. Det finns ett avrinningsområde uppströms, och räknas det in blir den ackumulerade arean 40,08 kvadratkilometer. Nackbäcken som avvattnar avrinningsområdet har biflödesordning 3, vilket innebär att vattnet flödar genom totalt 3 vattendrag innan det når havet efter 181 kilometer. Avrinningsområdet består mestadels av skog (68 procent) och sankmarker (19 procent). Avrinningsområdet har 0,86 kvadratkilometer vattenytor vilket ger det en sjöprocent på 3,4 procent.